# Crapoulet Records
Crapoulet Records, anciennement Rudeboi! Records, est un label indépendant français de punk rock et punk hardcore. Fondé par Olivier Crapoulet en 1998, le label compte dans ses rangs des groupes sans contraintes de pays, de format ou de croyances.

## Histoire
Le label est créé en février 1998 par Olivier Crapoulet sous le nom de Rudeboi! Records avec la proposition de Youn de Rural Muzik de participer à une coproduction du premier EP des Skadichats, un groupe de ska punk des Landes, s'en suivra pas mal de productions et de coproductions, et Rudeboi! s'arrête en 2004. 
Olivier décide de faire renaitre son label vers 2005 avec le nom de Crapoulet Records, plus axé sur le punk hardcore. « La transition du premier [label] vers le suivant s'est faite parce que les gens s'inventaient des histoires (la scène punk était un peu plus violente à l’époque) sur des embrouilles, de ce qu'un vrai punk devait écouter », explique Olivier. Crapoulet Records sort des groupes issus de la mouvance punk. Le label pratique un éclectisme tant musical qu'idéologique, puisqu'il compte ausi bien des groupes politisés, que simplement conscients, des groupes anarchistes, libertaires, voire possédant des membres musulmans (souvent le cas des groupes du sud-est asiatique).
En 2011, Crapoulet, et donc le label, déménage à Marseille. En 2015 et 2016, le label organise son propre festival de musique, le Crapoufest à Marseille.
Il existe deux sous-labels : Ar C'hrapoulek, basé à Brest, et Der Crapület, en Allemagne. En 2021, le label publie plus de 250 supports sonores. la propriété intellectuelle reste aux mains des groupes, qui reçoivent en guise de recettes 20 % du volume produit (pour payer les frais de studio notamment). Le label emploie des chasseurs de têtes indépendants qui attirent l'attention des gérants du label sur des groupes prometteurs, notamment à l'étranger.

## Groupes et artistes notables
- Abnormal Psychology (Malaisie)
- Ali Barbare and the Grinds (France)
- A.N.S. (États-Unis)
- Asunto Pendiente (Uruguay)
- Back From the Dust (France)
- Balls of Justice (Russie)
- Bandana Revenge (Brésil)
- Beautiful Sundays (Argentine)
- By My Fists (France
- Come Across (France)
- Common Enemy (États-Unis)
- D.F.C. (Brésil)
- D.F.I. (France)
- Different People (Argentine)
- Everybody's Enemy (Japon)
- Far to Close (Belgique)
- Fatal Nunchaku (France)
- FxPxOx (Macédoine)
- Gasolheads (France)
- Good Clean Fun (États-Unis)
- Hanky Panky (France)
- Hatepinks (France)
- Inadaptadoss (Argentine)
- In Defence (États-Unis)
- In Progress  (France)
- Irritones  (France)
- I Still Believe  (France)
- Jodie Faster (France)
- Kick Enemy (Indonésie)
- Killin It (États-Unis)
- Langgar Lari (Malaisie)
- L.E.A.R.N. (Italie)
- Ledge Attack (Indonésie)
- Les Corons Puent (France)
- Minnie and the Fags (Russie)
- Napoleon Dynamite (Allemagne)
- Nerds Attack (Brésil)
- Nihil Baxter (Allemagne)
- No Reason Voices (France)
- Obsesif Kompulsif (Indonésie)
- Official Relous (France)
- Patrick Cruel (France)
- Protex Blue (France)
- Rassoudok (France)
- Rough Kids (États-Unis)
- Santa Cruz (France)
- Setiembre Once (Uruguay)
- Spunka (France)
- Stolen Lives (République tchèque)
- Stylnox (France)
- Suck My Disco Balls (France
- Take It Back (Indonésie)
- Take Shit Back (France)
- The Omnipresent Disease (Allemagne)
- Thrashington DC (France)
- Traquenard (France)
- Trouble Everyday (France)
- Unlogistic (France)
- Warrior Kids (France)
- Weot Skam (Malaisie)
- Working Frog (France)
- Young and Dangerous (Malaisie)